# Старий Шардак
Старий Шарда́к (рос. Старый Шардак, башк. Иҫке Шарҙаҡ) — присілок у складі Татишлинського району Башкортостану, Росія. Входить до складу Кальтяєвської сільської ради.
Населення — 85 осіб (2010; 122 у 2002).
Національний склад:
- башкири — 93 %